# 13942 Shiratakihime
13942 Shiratakihime este un asteroid din centura principală de asteroizi.

## Descriere
13942 Shiratakihime este un asteroid din centura principală de asteroizi. A fost descoperit pe 2 noiembrie 1989 la Kitami de Kin Endate și Kazuro Watanabe. Asteroidul prezintă o orbită caracterizată de o semiaxă mare de 2,66 ua, o excentricitate de 0,19 și o înclinație de 14,1° în raport cu ecliptica.